# Madness, Love and Mysticism
Madness, Love and Mysticism est un album de John Zorn joué Jennifer Choi (violon), Erik Friedlander (violoncelle) et Stephen Drury (piano). Il contient trois pièces composées en 1999 : Le Mômo, duo pour violon et piano inspiré par l'œuvre d'Antonin Artaud; Untitled, solo de violoncelle dédié à Joseph Cornell; Amour fou, joué par les trois musiciens. L'album est sorti en 2001 sur le label Tzadik dans la série Composer consacrée à la musique classique contemporaine. 

## Titres
| 1.    | Le Mômo   | 16:08 |
| 2.    | Untitled  | 15:11 |
| 3.    | Amour Fou | 20:09 |
| 51:28 |           |       |

## Personnel
- Jennifer Choi - violon (1,3)
- Stephen Drury - piano (1,3)
- Erik Friedlander - violoncelle (2,3)